# Берлингтон (тауншип, Миннесота)
Берлингтон (англ. Burlington) — тауншип в округе Бекер, Миннесота, США. На 2000 год его население составило 1304 человека.

## География
По данным Бюро переписи населения США площадь тауншипа составляет 92,0 км², из которых 86,4 км² занимает суша, а 5,6 км² — вода (6,11 %).

## Демография
По данным переписи населения 2000 года здесь находились 1304 человека, 463 домохозяйства и 365 семей.  Плотность населения —  15,1 чел./км².  На территории тауншипа расположено 524 постройки со средней плотностью 6,1 построек на один квадратный километр. Расовый состав населения: 97,55 % белых, 0,08 % афроамериканцев, 1,00 % коренных американцев, 0,54 % азиатов, 0,08 % — других рас США и 0,77 % приходится на две или более других рас. Испанцы или латиноамериканцы любой расы составляли 0,31 % от популяции тауншипа.
Из 463 домохозяйств в 38,0 % воспитывались дети до 18 лет, в 70,2 % проживали супружеские пары, в 5,0 % проживали незамужние женщины и в 21,0 % домохозяйств проживали несемейные люди. 18,6 % домохозяйств состояли из одного человека, при том 7,3 % из — одиноких пожилых людей старше 65 лет. Средний размер домохозяйства — 2,75, а семьи — 3,13 человека.
28,5 % населения — младше 18 лет, 6,4 % — в возрасте от 18 до 24 лет, 28,8 % — от 25 до 44, 25,5 % — от 45 до 64, и 10,8 % — старше 65 лет. Средний возраст — 38 лет. На каждые 100 женщин приходилось 106,7 мужчин.  На каждые 100 женщин старше 18 приходилось 107,3 мужчин.
Средний годовой доход домохозяйства составлял 43 295 долларов, а средний годовой доход семьи —  48 158 долларов. Средний доход мужчин —  32 596  долларов, в то время как у женщин — 21 316. Доход на душу населения составил 17 003 доллара. За чертой бедности находились 5,6 % семей и 7,7 % всего населения тауншипа, из которых 10,1 % младше 18 и 9,2 % старше 65 лет.